# Federação Búlgara de Hóquei no Gelo
A Federação Búlgara de Hóquei no Gelo é o órgão que dirige e controla o hóquei no gelo da Bulgária, comandando as competiçoes nacionais e a seleção nacional.